# Burgstall Im Buschel
Der Burgstall Im Buschel liegt südwestlich des Ortsteiles Zell bei Bad Grönenbach im Landkreis Unterallgäu in Bayern.

## Geografische Lage
Der Burgkegel der Höhenburg steht auf einem Nagelfluhfelsen und ist von einem etwa fünf Meter breiten halbkreisförmigen Graben umgeben. Die Gebäudefläche bildet ein Rechteck von etwa 15 zu 25 Metern.

## Geschichte
Die Namen der Herren von Zell sind nicht überliefert. Im Jahr 1453 ist von der alten Burg in der Zeller Pfarr die Rede. Vermutlich gehörte Zell zur Herrschaft Theinselberg. Darauf deutet auch das gleiche Patrozinium St. Afra der Kirchen in beiden Orten hin. Die Schlosskapelle St. Afra bestand bis zum Dreißigjährigen Krieg. Der Burgstall steht heute unter Denkmalschutz.

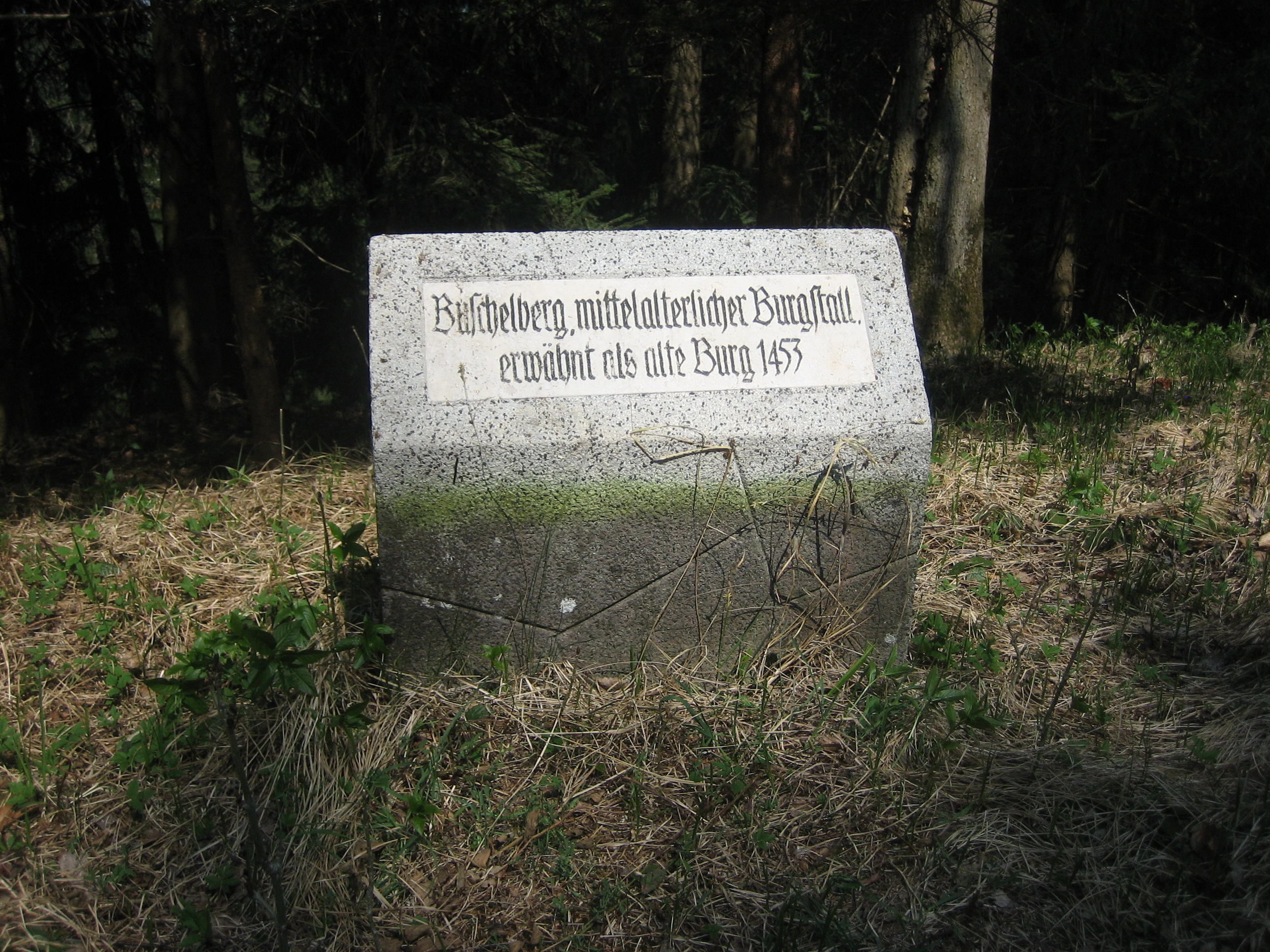
Gedenkstein der Burg
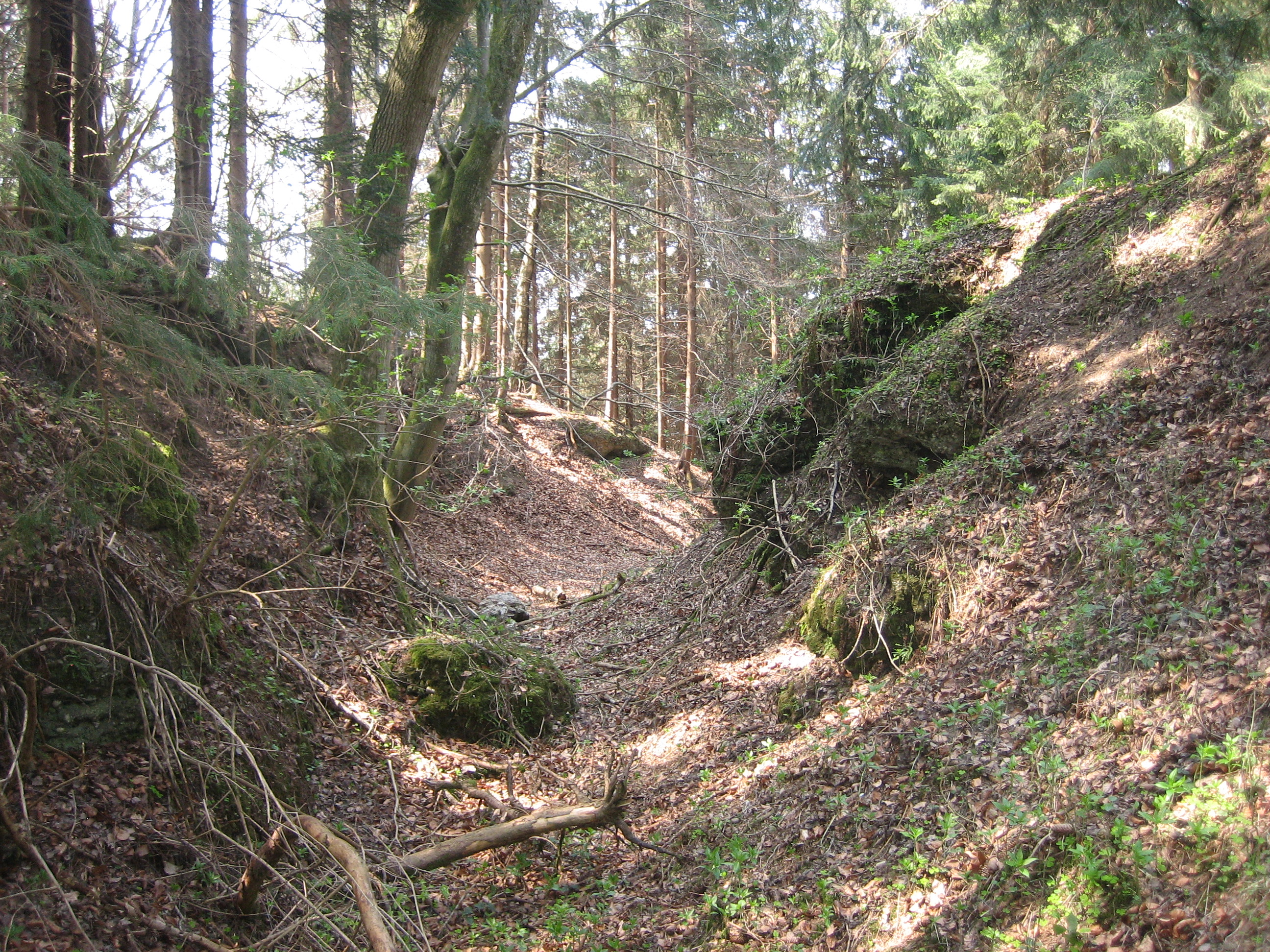
Rundgraben um die ehemalige Burg

## Sage
Eine Sage berichtet von einem unterirdischen Gang nach Grönenbach und von verschwenderischen Rittern. Deren Burg versank, weil diese heilige Bilder verunehrt haben sollen. Die Schätze der Burg sollen seitdem von einem Pudel bewacht werden.